# IC 2811
IC 2811 ist eine Spiralgalaxie vom Hubble-Typ Sm im Sternbild Löwe auf der Ekliptik. Sie ist schätzungsweise 804 Millionen Lichtjahre von der Milchstraße entfernt.
Das Objekt wurde am 27. März 1906 vom deutschen Astronomen Max Wolf entdeckt.